# Paleta z Munsza’at Izzat
Paleta z Munsza’at Izzat – kamienna tablica z rzeźbioną płaskorzeźbą odkryta na terenie egipskiej miejscowości Munsza’at Izzat. Datowana jest na okres panowania Dena z I dynastii.